# Ricardo Modrego
Ricardo Modrego era un guitarrista flamenco español, nacido en Madrid el 19 de octubre de 1934. Falleció el 17 de enero de 2017 en Pozuelo de Alarcón. Acompañó a Paco de Lucía en sus primeras grabaciones, entre 1963 y 1965. Se dice que existen algunos álbumes de Modrego en solitario aunque no está claro el título de estos álbumes de muy limitada edición. Fue el guitarrista principal en la compañía de José Greco. En 1969 se casó con la bailaora Teo Santelmo con la que tuvo dos hijos.  Desafortunadamente no existe información sobre su vida en la bibliografía flamenca.  
 Resumen de la trayectoria artística tras su muerte, realizado por crítico de flamenco del diario El País. 
- Datos: Q6108350